# 대럴 케네디
제임스 대럴 케네디(James Darryl Kennedy, 1969년 1월 23일 ~ )는 미국의 전 야구 선수이다.

## 선수 시절

### 미국 프로야구 시절
1991년에 텍사스 레인저스에 입단하였다.

## 야구선수 은퇴 후
1998년부터 2019년까지 마이너리그에서 감독으로 활동하다가 2020년에 캔자스시티 로열스의 수비 코디네이터를 맡았고, 2021년부터 한화 이글스의 수석코치로 활동했다. 